# Giovanni Bonifacio Panella
Giovanni Bonifacio Panella (Napoli, ... – Muro Lucano, 1417) è stato un arcivescovo cattolico italiano.

## Biografia
Poco si sa delle sue origini. 
L'8 marzo 1392 papa Bonifacio IX lo nominò vescovo di Ferentino; ricevette la consacrazione episcopale il 23 aprile successivo dalle mani dello stesso pontefice.
Lo stesso Bonifacio IX il 15 maggio 1395 lo nominò arcivescovo di Durazzo e il 16 maggio 1399 lo trasferì alla sede vescovile di Capaccio, con il titolo personale di arcivescovo.
Il 23 febbraio 1407 papa Gregorio XII lo nominò vescovo di Muro Lucano, conservando il titolo di arcivescovo. Altre fonti riportano la nomina come effettuata da papa Innocenzo VII il 13 aprile 1405. 
Morì nel 1417 a Muro Lucano.

## Genealogia episcopale
La genealogia episcopale è:
- Cardinale Francesco Moricotti
- Papa Bonifacio IX
- Arcivescovo Giovanni Bonifacio Panella